# Semashkoknausen
Der Semashkoknausen (norwegisch; russisch Нунатак Семашко Nunatak Semaschko) ist ein Nunatak im ostantarktischen Königin-Maud-Land. Er ragt nördlich der Isachsenfjella an der Westflanke des Byrdbreen in der Sør Rondane auf.
Russische Wissenschaftler benannten ihn. Der Namensgeber ist nicht überliefert. Wissenschaftler des Norwegischen Polarinstituts übertrugen die Benennung ins Norwegische.